# Nymphicula albidorsalis
Nymphicula albidorsalis is een vlinder uit de familie van de grasmotten (Crambidae), uit de onderfamilie van de Acentropinae. De wetenschappelijke naam van deze soort is voor het eerst gepubliceerd in 1998 door Wolfgang Speidel.
De soort komt voor in de Filipijnen (Samar).